# Episodi di Holby City (sesta stagione)
La sesta stagione della serie televisiva Holby City è stata trasmessa in anteprima nel Regno Unito da BBC One tra il 7 ottobre 2003 e il 12 ottobre 2004.
| nº | Titolo originale               | Titolo italiano | Prima TV UK       | Prima TV Italia |
| -- | ------------------------------ | --------------- | ----------------- | --------------- |
| 1  | Façade                         |                 | 7 ottobre 2003    |                 |
| 2  | Read My Lips                   |                 | 14 ottobre 2003   |                 |
| 3  | End of the Line                |                 | 21 ottobre 2003   |                 |
| 4  | Trick or Treat                 |                 | 28 ottobre 2003   |                 |
| 5  | Know When to Fold              |                 | 4 novembre 2003   |                 |
| 6  | Keep It in the Family          |                 | 11 novembre 2003  |                 |
| 7  | The Devil You Know             |                 | 18 novembre 2003  |                 |
| 8  | Understanding                  |                 | 25 novembre 2003  |                 |
| 9  | Sixty Minutes                  |                 | 2 dicembre 2003   |                 |
| 10 | Oedipus Wrecks                 |                 | 9 dicembre 2003   |                 |
| 11 | Full Circle                    |                 | 16 dicembre 2003  |                 |
| 12 | In the Bleak Mid Winter        |                 | 23 dicembre 2003  |                 |
| 13 | Never Can Say Goodbye          |                 | 30 dicembre 2003  |                 |
| 14 | All the King's Men...          |                 | 6 gennaio 2004    |                 |
| 15 | A Twist of Fate                |                 | 13 gennaio 2004   |                 |
| 16 | The Buck Stops Here            |                 | 20 gennaio 2004   |                 |
| 17 | Forgive and Forget             |                 | 27 gennaio 2004   |                 |
| 18 | You Can Choose Your Friends... |                 | 3 febbraio 2004   |                 |
| 19 | What He Would Have Wanted      |                 | 10 febbraio 2004  |                 |
| 20 | Protection                     |                 | 17 febbraio 2004  |                 |
| 21 | Honour Thy Father              |                 | 24 febbraio 2004  |                 |
| 22 | The Kindness of Strangers      |                 | 2 marzo 2004      |                 |
| 23 | The Heart of the Matter        |                 | 9 marzo 2004      |                 |
| 24 | Baptism of Fire                |                 | 16 marzo 2004     |                 |
| 25 | Under Pressure                 |                 | 23 marzo 2004     |                 |
| 26 | Pastures New                   |                 | 30 marzo 2004     |                 |
| 27 | Past Caring                    |                 | 6 aprile 2004     |                 |
| 28 | When Lightning Strikes Twice   |                 | 13 aprile 2004    |                 |
| 29 | In the Line of Fire            |                 | 20 aprile 2004    |                 |
| 30 | Night Fever                    |                 | 27 aprile 2004    |                 |
| 31 | Out of Control                 |                 | 4 maggio 2004     |                 |
| 32 | The Eleventh Commandment       |                 | 11 maggio 2004    |                 |
| 33 | If You Can't Do the Time...    |                 | 18 maggio 2004    |                 |
| 34 | Striking a Chord               |                 | 25 maggio 2004    |                 |
| 35 | In at the Deep End             |                 | 1º giugno 2004    |                 |
| 36 | We'll Meet Again               |                 | 8 giugno 2004     |                 |
| 37 | Holding On                     |                 | 22 giugno 2004    |                 |
| 38 | Letting Go                     |                 | 29 giugno 2004    |                 |
| 39 | Deception                      |                 | 6 luglio 2004     |                 |
| 40 | Conflict of Interest           |                 | 13 luglio 2004    |                 |
| 41 | Inside Out                     |                 | 20 luglio 2004    |                 |
| 42 | While the Cat's Away...        |                 | 27 luglio 2004    |                 |
| 43 | Under the Thumb                |                 | 3 agosto 2004     |                 |
| 44 | Hard Lesson to Learn           |                 | 10 agosto 2004    |                 |
| 45 | One More Chance                |                 | 17 agosto 2004    |                 |
| 46 | Truth Will Out                 |                 | 31 agosto 2004    |                 |
| 47 | Smoke and Mirrors              |                 | 7 settembre 2004  |                 |
| 48 | Thicker Than Water             |                 | 14 settembre 2004 |                 |
| 49 | Time Waits for No Man          |                 | 21 settembre 2004 |                 |
| 50 | A Knight's Tale                |                 | 28 settembre 2004 |                 |
| 51 | Wants and Needs                |                 | 5 ottobre 2004    |                 |
| 52 | Great Expectations             |                 | 12 ottobre 2004   |                 |